# Festival panafricain du cinéma et de la télévision de Ouagadougou
Le Festival panafricain du cinéma et de la télévision de Ouagadougou ou  FESPACO est l'un des plus grands festivals de cinémas en Afrique. Créé en 1969, il se déroule tous les deux ans à Ouagadougou, la capitale du Burkina Faso. Organisé par la « Délégation générale du FESPACO » il est également l'un des rares festivals de cinéma d'État encore existants dans le monde.

## Présentation
L’objectif du festival est de « favoriser la diffusion de toutes les œuvres du cinéma africain, de permettre les contacts et les échanges entre professionnels du cinéma et de l'audiovisuel, et de
contribuer à l'essor, au développement et à la sauvegarde du cinéma africain, en tant que moyen d'expression, d'éducation et de conscientisation ».

## Histoire et création

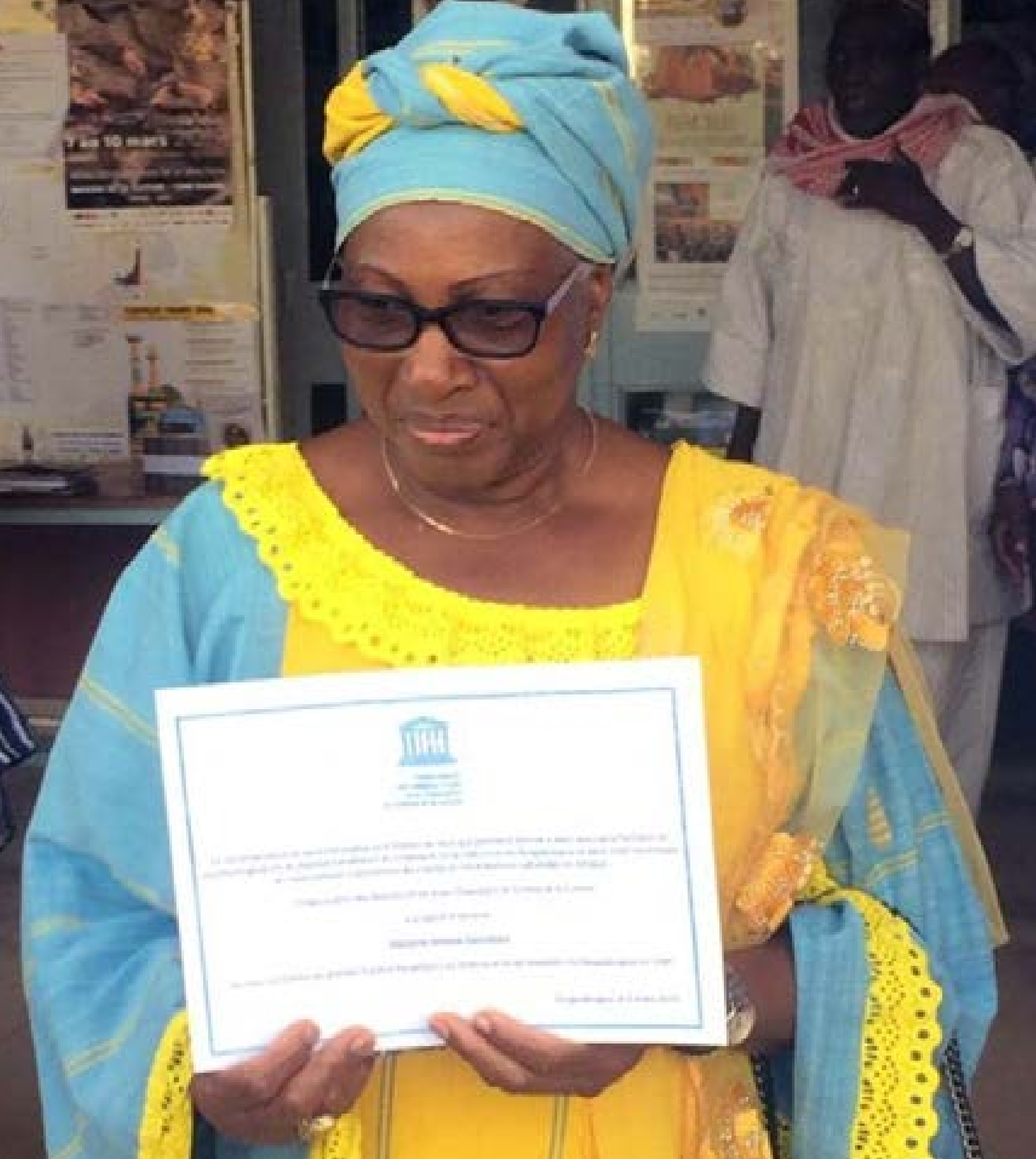
Alimata Salembéré, l'une des fondatrices du festival, lors de son arrivée en tant qu'invitée d'honneur à la vingt-sixième édition du FESPACO, où elle reçoit un certificat d'appréciation du directeur général de l'UNESCO.

En 1969, il est appelé « Festival de cinéma africain de Ouagadougou », avant de devenir « Festival panafricain du cinéma de Ouagadougou » (FESPACO) lors de sa troisième édition en 1972. C'est un événement internationalement reconnu et respecté, considéré comme le principal rendez-vous des cinémas d'Afrique. Le FESPACO est reconnu officiellement en tant qu'institution par décret gouvernemental le 7 janvier 1972. La cérémonie de remise des prix et le siège du FESPACO sont situés à Ouagadougou.
En 1972, le prix Étalon de Yennenga est créé en l'honneur de la princesse Yennenga, pour récompenser le long métrage le plus représentatif de l'identité africaine. Le premier lauréat de ce prix du meilleur film a été Le Wazzou Polygame d'Oumarou Ganda.

### Dates-clefs
- Le festival est créé en 1969 à Ouagadougou au Burkina Faso.
- Il s'institutionalise en 1972 et devient le Festival panafricain du cinéma de Ouagadougou (FESPACO), sous la coupelle de l'Etat. Il devient compétitif et décerne comme grand prix l'Étalon de Yennenga.
- En 1973 est inaugurée l'extension du festival à Bobo-Dioulasso[6].
- En 1973, les cinéastes demandent une alternance avec les Journées cinématographiques de Carthage de Tunis : les deux gouvernements s'accordent pour que les JCC se tiennent les années paires et le Fespaco les années impaires, durant la semaine à cheval sur février et mars. C'est durant cette édition que le Fespaco devient thématique[7].
- L'édition de 1975 est cependant reportée d'un an en raison du conflit frontalier entre le Mali et la Haute-Volta[7].
- A partir de 1979, le Fespaco devient biennal et prend place les années impaires à partir du dernier samedi de février.
- Le MIFA (Marché international du film africain) est créé en 1983, auquel s'ajoute en 1987 le MEPT (Marché d'échange des productions télévisuelles). Ils fusionnent en 1989 au sein du MICA (Marché international du cinéma africain), dont la dénomination apparaît dès 1987[8],[9].
- En 1981 est créé le prix Oumarou Ganda de la 1re œuvre tandis qu'un nouveau règlement précise les nombreux prix à attribuer. Durant cette édition est créé le Collectif de L’œil vert[10].
- L'édition de 1985, souvent nommée "le Fespaco de Sankara", innove avec un prix du public, l'organisation de la "rue marchande" (marché de produits régionaux) et du premier colloque[7].
- En 1987, sans changer d'acronyme, le Fespaco devient le "Festival panafricain du cinéma et de la télévision de Ouagadougou"[9]. Le monument de la place des cinéastes est inauguré, qui représente une caméra dont l’objectif est pointé vers le ciel[11].
- En 1989 est créé le prix Paul Robeson attribué à un film de la diaspora.
- En décembre 1990, l'administration du Fespaco située dans la Cité An III s'installe dans les locaux du Conseil économique et social près du Rond-point des États-Unis[12].
- Jusqu'en 1991, le Fespaco boycotte l'Afrique du Sud. Trois films sud-africains sont projetés au Fespaco de 1993 et c'est en 1995 que ce pays accède à la compétition.
- La 13e édition de 1993 voit l'introduction d'une compétition TV/Vidéo professionnelle dotée d'un jury autonome, laquelle s'ouvre au grand public en 1997. En 1995, le jury officiel est divisé en deux : l'un pour les longs métrages et l'autre pour les courts métrages et documentaires[13].
- En 1995, à l'occasion de la 14e édition, est inaugurée la Cinémathèque africaine de Ouagadougou près pont Kadiogo, dans le secteur 2 de la ville. Sa gestion est confiée au Secrétariat général permanent du Fespaco[14].
- C'est également en 1995 qu'est créée une fondation permettant d'encourager les investissements privés. Elle permet de faire de la publicité au festival et de récolter des fonds[15].
- C'est en 1997 qu'une première ébauche de site internet est réalisée par une équipe informatique burkinabè[16].
- En 1999, le festival se dote d'un comité de sélection des films, rompant avec l'opacité précédente mais toujours sans transparence sur la manière d'opérer[17].
- Le 6 avril 1999, le Fespaco devient un établissement à caractère administratif (EPA)[18].
- En 2000, le festival publie avec l'association des Trois mondes le dictionnaire des Cinémas d'Afrique qui liste les films africains de 1960 à 2000[19], lesquels sont dorénavant intégrés dans la base de données Sudplanète d'Africultures et de la Fédération africaine de la critique cinématographique[20].
- En 2003, l'association ouagalaise Les Écrans et la Guilde africaine des réalisateurs et producteurs créent une nouvelle section faisant l'objet d'un catalogue bilingue particulier : Le Côté Doc du Fespaco[21].
- En 2005 le grand prix se divise en trois : or, argent et bronze, si bien que l'Etalon de Yennenga devient l'Etalon d'or de Yennenga, conçu par le sculpteur burkinabé Ali Nikiéma[22]. Même chose pour les courts métrages dont la compétition est dotée d'un jury et de trois prix or, argent et bronze : les Poulains[23].
- Le nouveau siège du Fespaco et dont les travaux ont été entamés en 1994, est inauguré en 2005 non loin de la Cinémathèque africaine[24].
- En 2007 est créée une compétition de films documentaires[23].
- En 2009, un pass payant donnant accès aux salles est créé en plus des accréditations presse, professionnels et invités. La compétition documentaire est dotée d'un deuxième et troisième prix. Une ouverture professionnelle vient compléter la cérémonie d'ouverture. L'avenue Ousmane Sembène est inaugurée ainsi que sa première statue de cinéaste. Le MICA est déplacé dans les locaux du SIAO[25].
- Les inondations de septembre 2009 atteignent la Cinémathèque africaine de Ouagadougou avec de grosses conséquences pour l'état des copies et son fonctionnement[26].
- Le gros œuvre du nouveau bâtiment situé à côté du siège et devant accueillir un amphithéâtre de projection principale, des salles d'atelier et de réunion ainsi que des galeries en escargot pour des expositions est terminé en 2007 et la charpente est posée mais le 15 janvier 2013, un incendie ravage le chantier au moment du goudronnage du toit[27].
- C'est en 2015 que le Fespaco s'ouvre au numérique dans les films de la compétition. Le montant des Étalons de Yennenga est doublé[25].
- En 2015, le prix Paul Robeson est supprimé, les films de la diaspora étant dorénavant sélectionnables en compétition[28]. L’attribution de l'étalon de Yennenga d’argent en 2021 au film Freda de la Haïtienne Gessica Généus redéclenche le débat sur l'africanité des films et les cinéastes américains insistent pour être davantage présents jusqu'à la restauration du prix Paul Robeson en 2025[29].
- En 2021, le Fespaco inaugure autour du siège le "Fespaco Pro" : un dispositif d’accompagnement des films au stade de post-production, l’immersion des aspirants aux métiers du cinéma, et le programme de formation "Yennenga Académie". Ce dispositif est confirmé et développé en 2023[30].
- En 2021 est coédité en anglais et en français avec le Fespaco et l'Institut Imagine dirigé par Gaston Kaboré un numéro de la revue américaine Black Camera de 786 pages entièrement consacré au festival et à son histoire[31].
- Le saccage de l'Institut français lors des manifestations au lendemain du coup d’État de septembre 2022 prive le festival de deux salles de projection en centre-ville.
- 2025 : Instauration de la semaine de la critique en marge du fespaco[32].

### Thématiques et colloques
À partir de 1973, chaque édition annonce une thématique tenant compte des préoccupations des professionnels du cinéma et des enjeux du moment. Elle ne constitue pas un critère de compétition.
- 1973 : Le rôle du cinéma dans l'éveil d'une conscience de civilisation noire[34].
- 1976 : Le cinéaste africain du futur : implication éducative[34].
- 1979 : Le rôle du critique du film africain[34].
- 1981 : La production et la distribution[34].
- 1983 : Le cinéaste africain face à son public[35].

À partir de 1985, un colloque est organisé dont le thème est différent de la thématique choisie. Ces colloques n'ont que très rarement fait l'objet d'une publication des actes.
- 1985 : Cinéma et libération des peuples[34].
  - Colloque : Littérature et cinéma africain.
- 1987 : Cinéma et identité culturelle[34].
  - Colloque : Tradition orale et nouveaux médias[36].
- 1989 : Cinéma et développement économique.
  - Colloque : Cinéma, femmes et pauvreté.
- 1991 : Cinéma et environnement.

Colloque : Partenariat et cinéma africain.
- 1993 : Cinéma et libertés.

Colloque : Cinéma et droits de l'enfant.
- 1995 : cinéma et Histoire de l'Afrique.
  - Colloque 1 : Le centenaire du cinéma.
  - Colloque 2 : Cinéma et Histoire.
  - Colloque 3 : Parole et regard de femme.

À partir de 1997, le colloque porte sur la thématique choisie pour le festival.
- 1997 : Cinéma, enfance et jeunesse.
- 1999 : Cinéma et circuits de diffusion en Afrique.
- 2001 : Cinéma et nouvelles technologies.
- 2003 : Le comédien dans la création et la promotion du film africain.
- 2005 : Formation et enjeux de la professionnalisation.
- 2007 : Cinéma africain et diversité culturelle.
  - Panel : Cinéma d'auteur et cinéma populaire d'Afrique.
- 2009 : Cinéma africain, tourisme et patrimoine culturel.
- 2011 : Cinéma africain et marchés.
- 2013 : Cinéma africain et politiques publiques en Afrique.
- 2015 : Cinéma africain : production et diffusion à l'ère du numérique.
- 2017 : Formation et métiers du cinéma et de l'audiovisuel.
- 2019 : Mémoire et avenir des cinémas africains. Le colloque de cette édition du cinquantenaire est intitulé : Confronter notre mémoire et forger l'avenir d'un cinéma panafricain dans son essence, son économie et sa diversité.
- 2021 : Cinéma d’Afrique et de la diaspora, nouveaux talents, nouveaux défis.
- 2023 : Cinémas d'Afrique et culture de la paix.
- 2025: Cinémas d'Afrique et identités culturelles

## Éditions
Le festival est créé en 1969 sous le nom de Festival de Cinéma Africain de Ouagadougou.
Il s’institutionnalise en 1972 et devient le Festival panafricain du cinéma de Ouagadougou (FESPACO), sous la coupelle de l'Etat. Il devient compétitif et décerne comme grand prix l'Étalon de Yennenga.
En 1987, sans changer d'acronyme, le Fespaco devient le Festival panafricain du cinéma et de la télévision de Ouagadougou.
- 1re édition : Festival de cinéma africain de Ouagadougou 1969
- 2e édition : Festival de cinéma africain de Ouagadougou 1970
- 3e édition : Festival panafricain du cinéma de Ouagadougou 1972
- 4e édition : Festival panafricain du cinéma de Ouagadougou 1973
- 5e édition : Festival panafricain du cinéma de Ouagadougou 1976
- 6e édition : Festival panafricain du cinéma de Ouagadougou 1979
- 7e édition : Festival panafricain du cinéma de Ouagadougou 1981
- 8e édition : Festival panafricain du cinéma de Ouagadougou 1983
- 9e édition : Festival panafricain du cinéma de Ouagadougou 1985
- 10e édition : Festival panafricain du cinéma et de la télévision de Ouagadougou 1987
- 11e édition : Festival panafricain du cinéma et de la télévision de Ouagadougou 1989
- 12e édition : Festival panafricain du cinéma et de la télévision de Ouagadougou 1991
- 13e édition : Festival panafricain du cinéma et de la télévision de Ouagadougou 1993
- 14e édition : Festival panafricain du cinéma et de la télévision de Ouagadougou 1995
- 15e édition : Festival panafricain du cinéma et de la télévision de Ouagadougou 1997
- 16e édition : Festival panafricain du cinéma et de la télévision de Ouagadougou 1999
- 17e édition : Festival panafricain du cinéma et de la télévision de Ouagadougou 2001
- 18e édition : Festival panafricain du cinéma et de la télévision de Ouagadougou 2003
- 19e édition : Festival panafricain du cinéma et de la télévision de Ouagadougou 2005
- 20e édition : Festival panafricain du cinéma et de la télévision de Ouagadougou 2007
- 21e édition : Festival panafricain du cinéma et de la télévision de Ouagadougou 2009
- 22e édition : Festival panafricain du cinéma et de la télévision de Ouagadougou 2011
- 23e édition : Festival panafricain du cinéma et de la télévision de Ouagadougou 2013
- 24e édition : Festival panafricain du cinéma et de la télévision de Ouagadougou 2015
- 25e édition : Festival panafricain du cinéma et de la télévision de Ouagadougou 2017
- 26e édition : Festival panafricain du cinéma et de la télévision de Ouagadougou 2019
- 27e édition : Festival panafricain du cinéma et de la télévision de Ouagadougou 2021
- 28e édition : Festival panafricain du cinéma et de la télévision de Ouagadougou 2023
- 29e édition : Festival panafricain du cinéma et de la télévision de Ouagadougou 2025

## Liste des têtes dirigeantes du FESPACO
En 1969, Alimata Salambéré préside le comité d'organisation. Elle est remplacée par Simone Aïssé Mensah pour l'édition de 1970. De 1972 jusqu'au décret 99-083 du 6 avril 1999, la tête dirigeante du Fespaco est un Secrétaire permanent. Ensuite, c'est un Délégué général.
| Rang | Pays         | Direction            | Date de début | Date de fin |
| ---- | ------------ | -------------------- | ------------- | ----------- |
| 1    | Burkina Faso | Louis Thiombiano     | 1972          | 1982        |
| 2    | Burkina Faso | Alimata Salambéré    | 1982          | 1984        |
| 4    | Burkina Faso | Filippe Savadogo     | 1984          | 1996        |
| 5    | Burkina Faso | Baba Hama            | 1996          | 2008        |
| 6    | Burkina Faso | Michel Ouedraogo     | 2008          | 2014        |
| 7    | Burkina Faso | Ardiouma Soma        | 2014          | 2020        |
| 8    | Burkina Faso | Alex Moussa Sawadogo | 2021          | en cours    |

## Palmarès par nation
Sont listés ci-dessous les récipiendaires par nationalité du grand prix Étalon de Yennenga. Le prix initial a connu une séparation en trois prix (Étalon d'or, d'argent et de bronze) à partir de l'édition 2005.
| Rang | Pays           | Vainqueur | Finaliste | Troisième |
| ---- | -------------- | --------- | --------- | --------- |
| 1    | Maroc          | 4         | 1         | 1         |
| 2    | Mali           | 3         | 0         | 0         |
| 3    | Côte d'Ivoire  | 2         | 0         | 1         |
| 4    | Mauritanie     | 2         | 0         | 0         |
| 5    | Burkina Faso   | 3         | 1         | 2         |
| 6    | Sénégal        | 2         | 0         | 1         |
| 7    | Algérie        | 1         | 2         | 1         |
| 8    | Cameroun       | 1         | 1         | 0         |
| 9    | Afrique du Sud | 1         | 1         | 0         |
| 10   | Niger          | 1         | 0         | 0         |
| 11   | Ghana          | 1         | 0         | 0         |
| 12   | RDC            | 1         | 0         | 0         |
| 13   | Nigeria        | 1         | 0         | 0         |
| 14   | Éthiopie       | 1         | 0         | 0         |
| 15   | Rwanda         | 1         | 0         | 0         |
| 15   | Somalie        | 1         | 0         | 0         |
| 16   | Tchad          | 0         | 1         | 1         |
| 17   | Bénin          | 0         | 1         | 0         |
| 18   | Égypte         | 0         | 1         | 0         |
| 19   | Tunisie        | 0         | 0         | 1         |

## Reprise dans d'autres villes
Le mini-Fespaco a pour but de promouvoir les cinémas d'Afrique en dehors de la capitale.
En 2013, il est organisé par l'institut Olvido en partenariat avec le Fespaco. La première édition se tient à Ouahigouya du 5 jusqu'au 8 juin 2013 et permet la diffusion d'une douzaine de films sélectionnés pour l'édition 2013.
Depuis 2019, un mini-Fespaco est organisé à Bobo-Dioulasso, sous la tutelle du ministère de la Communication, de la Culture, des Arts et du Tourisme et du Fespaco.
Depuis 2017, un mini-Fespaco est organisé à Vienne en collaboration avec le festival de cinéma This Human World.

### Filmographie
- Les Parias du cinéma, d'Idrissa Ouedraogo, 1997, film documentaire, 6 min.
- Les Fespakistes, d'Eric Münch et François Kotlarski, 1999-2001, film documentaire, 52 min.
- Au bord de la piscine, de Mónica Blanc Gómez, 2006, film documentaire, 13 min.
- Dix mille ans de cinéma, de Balufu Bakupa-Kanyinda, 1991, film documentaire, 13 min
- Le Galop, d'Eléonore Yaméogo, 2023, film documentaire, 80 min.